# دويت
الدويت كانت العملة هولندية قديمة منخفضة القيمة سُكّت من النحاس في الأراضي الهولندية ما بين القرن السابع عشر الميلادي والقرن الثامن عشر الميلادي، وأصبحت عملة دولية. تمتعت عملة الدويت بأهمية كبيرة في التجارة الداخلية في المُستعمرات الهولندية، ولاسيما في جزر الهند الشرقية الهولندية (إندونيسيا حاليًا). وبلغت القيمة الاسمية لعملة الدويت ثُمن ستويفر. اشتُقّت تسمية الدويت من اللغة الهولندية الوسطى حيث تُشير كلمة دويت إلى نوع من العملات المعدنية الصغيرة.
ومع انتشار العملة في أرخبيل الملايو، اندمجت كلمة "دويت" في المفردات الملايوية لتصبح كلمة عامية تُستخدم بمعني "المال". كما استُخدمت الدويت أيضًا في الهند الهولندية، ما جعل كلمة "دوتو" (Duttu) كلمة عامية شائعة في اللغة التاميلية، وتُستخدم للإشارة إلى العملات ذات الفئات الصغيرة. ويُشار إلى الدويت أيضًا باسم "بنس نيويورك" نظرًا لاستخدامه كعملة استعمارية في نيو أمستردام الهولندية (نيويورك لاحقًا) لسنوات طويلة بعد انتهاء الحكم الهولندي. كان الدويت متداولًا أيضًا في دوقية كليف وغيلدرز، وربما يكون هذا هو السبب في دخول تعبير كاين دويت "kein Deut" إلى اللغة الألمانية في القرن الثامن عشر الميلادي، والذي يعني "لا شيء".

## الوصف
كانت عملات الدويت في الأصل تُسك من النحاس، وكان وزن عُملة الدويت المعدنية الواحدة 4.24 غرامًا بدءًا من عام 1590، ولكن في الفترات اللاحقة أصبحت تُصنع أيضًا من الفضة والذهب، وأصبحت تزن 3.93 غرامًا.

## التاريخ

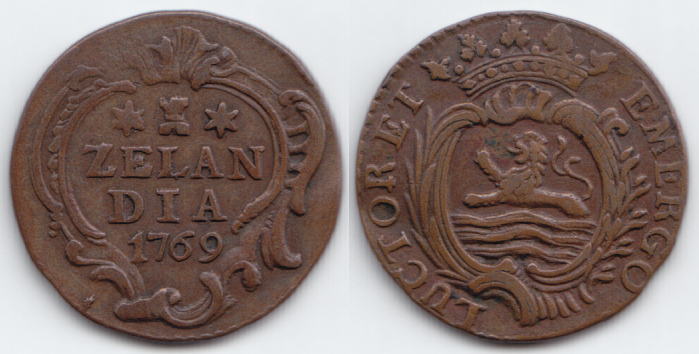
دويت صادرة في مدينة زيلند الهولندية تعود إلى عام 1769

أصدرت شركة الهند الشرقية الهولندية عملة معدنية خاصة بها أطلقت عليها اسم «دويت»، وكان محفورًا عليها حرف واحد فقط لمنع التهريب. سُكّت هذه العملة لأول مرة خلال القرن السابع عشر في الجمهورية الهولندية، وظلت تُصدر في هولندا حتى عام 1816، حين استُبدلت بالعملات المعدنية من فئة السنت ونصف السنت. أصبحت تلك العملة المعدنية الخاصة بشركة الهند الشرقية الهولندية لاحقًا عملة دولية، وطُرحت للتداول في جزر الهند الشرقية الهولندية، وسيلان الهولندية، ومالابار الهولندية. كانت هذه العملات المعدنية صالحة للاستخدام والتداول فقط في إندونيسيا خلال الحقبة الاستعمارية، واستمرت شركة الهند الشرقية الهولندية في إصدارها حتى نهاية القرن الثامن عشر.
كانت جزيرة جاوة في إندونيسيا هي أكبر وجهة لعملات الدويت، كما استُخدمت الدويت في بعض المناطق والأجزاء التي كانت تحت الحكم الهولندي آنذاك في الأمريكتين، مثل نيو أمستردام (مدينة نيويورك حاليًا) وسورينام. وفي أفريقيا، استُخدمت الدويت في مستعمرة كيب الهولندية. ظلت أشهر فئة من عملة الدويت المعدنية في هولندا تُعرف لفترة طويلة باسم فيردويتشتوك، نظرًا لأن قيمتها كانت 4 دويتات، أي ما يُعادل نصف ستويفر (أو 2.5 سنت).
في هولندا، كانت قيمة الستويفر الواحد تُعادل قيمة 8 دويتات، وكانت قيمة الغيلدر الواحد تُعادل قيمة 160 دويت. وعندما طُرحت عملة الدويت للتداول في مستعمرة جزر الهند الشرقية الهولندية عام 1726، أصبحت قيمة الستويفر الواحد تُعادل قيمة 4 دويت.